# Lansing (village, New York)
Pour les articles homonymes, voir Lansing.
Ne doit pas être confondu avec Lansing (ville, New York).
Lansing est un village du comté de Tompkins, dans l'État de New York, aux États-Unis,. En 2010, il compte une population de 3 529 habitants.

## Démographie
Lors du recensement de 2010, le village comptait une population de 3 529 habitants, tandis qu'en 2019, elle est estimée à 3 646 habitants.